# He Jiting
He Jiting (chinesisch 何濟霆 / 何济霆, Pinyin Hé Jìtíng; * 19. Februar 1998 in Shaowu) ist ein chinesischer Badmintonspieler.

## Karriere
He Jiting gewann bei der Weltmeisterschaft 2021 Silber. 2023 siegte er beim Spain Masters und beim Japan Masters. 2024 war er bei den Australia Open und den Singapore Open erfolgreich.

## Erfolge

### Badminton-Weltmeisterschaften
Herrendoppel
| Jahr | Ort                                                     | Partner   | Gegner                     | Endstand     | Ergebnis |
| ---- | ------------------------------------------------------- | --------- | -------------------------- | ------------ | -------- |
| 2021 | Palacio de los Deportes Carolina Marín, Huelva, Spanien | Tan Qiang | Takuro Hoki Yugo Kobayashi | 12–21, 18–21 | Silber   |

### Asienmeisterschaften
Mixed
| Jahr | Ort                                         | Partner | Gegner                   | Endstand            | Ergebnis |
| ---- | ------------------------------------------- | ------- | ------------------------ | ------------------- | -------- |
| 2019 | Wuhan Sports Center Gymnasium, Wuhan, China | Du Yue  | Wang Yilu Huang Dongping | 11–21, 21–13, 21–23 | Silber   |

### World University Games
Herrendoppel
| Jahr | Ort                                               | Partner      | Gegner                | Endstand     | Ergebnis |
| ---- | ------------------------------------------------- | ------------ | --------------------- | ------------ | -------- |
| 2021 | Shuangliu Sports Centre Gymnasium, Chengdu, China | Zhou Haodong | Ren Xiangyu Tan Qiang | 21–23, 16–21 | Silber   |

### Juniorenweltmeisterschaften
Herrendoppel
| Jahr | Ort                                                 | Partner     | Gegner                     | Endstand     | Ergebnis |
| ---- | --------------------------------------------------- | ----------- | -------------------------- | ------------ | -------- |
| 2015 | Centro de Alto Rendimiento de la Videna, Lima, Peru | Zheng Siwei | Joel Eipe Frederik Søgaard | 21–14, 21–16 | Gold     |

Mixed
| Jahr | Ort                                                 | Partner | Gegner                    | Endstand     | Ergebnis |
| ---- | --------------------------------------------------- | ------- | ------------------------- | ------------ | -------- |
| 2015 | Centro de Alto Rendimiento de la Videna, Lima, Peru | Du Yue  | Zheng Siwei Chen Qingchen | 19–21, 8–21  | Silber   |
| 2016 | Bilbao Arena, Bilbao, Spanien                       | Du Yue  | Zhou Haodong Hu Yuxiang   | 21–13, 21–15 | Gold     |

### Juniorenasienmeisterschaften
Herrendoppel
| Jahr | Ort                                              | Partner     | Gegner                    | Endstand            | Ergebnis |
| ---- | ------------------------------------------------ | ----------- | ------------------------- | ------------------- | -------- |
| 2015 | CPB Badminton Training Center, Bangkok, Thailand | Zheng Siwei | Han Chengkai Zhou Haodong | 21–19, 18–21, 21–18 | Gold     |
| 2016 | CPB Badminton Training Center, Bangkok, Thailand | Tan Qiang   | Han Chengkai Zhou Haodong | 12–21, 17–21        | Silber   |

Mixed
| Jahr | Ort                                              | Partner | Gegner                      | Endstand            | Ergebnis |
| ---- | ------------------------------------------------ | ------- | --------------------------- | ------------------- | -------- |
| 2015 | CPB Badminton Training Center, Bangkok, Thailand | Du Yue  | Choi Jong-woo Kim Hye-jeong | 18–21, 15–21        | Bronze   |
| 2016 | CPB Badminton Training Center, Bangkok, Thailand | Du Yue  | Kim Won-ho Lee Yu-rim       | 21–12, 19–21, 21–19 | Gold     |

### BWF World Tour
Herrendoppel
| Jahr | Wettbewerb                  | Level      | Partner      | Gegner                                         | Endstand            | Ergebnis |
| ---- | --------------------------- | ---------- | ------------ | ---------------------------------------------- | ------------------- | -------- |
| 2018 | Fuzhou China Open           | Super 750  | Tan Qiang    | Markus Fernaldi Gideon Kevin Sanjaya Sukamuljo | 27–25, 17–21, 15–21 | Finalist |
| 2019 | Syed Modi International     | Super 300  | Tan Qiang    | Choi Sol-gyu Seo Seung-jae                     | 21–18, 21–19        | Sieger   |
| 2022 | Vietnam Open                | Super 100  | Zhou Haodong | Ren Xiangyu Tan Qiang                          | 21–17, 18–21, 8–21  | Finalist |
| 2022 | Indonesia Masters Super 100 | Super 100  | Zhou Haodong | Rahmat Hidayat Pramudya Kusumawardana          | 18–21, 19–21        | Finalist |
| 2023 | Indonesian Masters          | Super 500  | Zhou Haodong | Leo Rolly Carnando Daniel Marthin              | 17–21, 16–21        | Finalist |
| 2023 | Spain Masters               | Super 300  | Zhou Haodong | Lee Fang-chih Lee Fang-jen                     | 21–5, 21–12         | Sieger   |
| 2023 | Japan Masters               | Super 500  | Ren Xiangyu  | Liu Yuchen Ou Xuanyi                           | 21–14, 15–21, 21–15 | Sieger   |
| 2024 | Thailand Masters            | Super 300  | Ren Xiangyu  | Peeratchai Sukphun Pakkapon Teeraratsakul      | 16–21, 21–14, 21–13 | Sieger   |
| 2024 | German Open                 | Super 300  | Ren Xiangyu  | Lee Jhe-huei Yang Po-hsuan                     | 21–15, 21–23, 21–23 | Finalist |
| 2024 | Singapore Open              | Super 750  | Ren Xiangyu  | Fajar Alfian Muhammad Rian Ardianto            | 21–19, 21–14        | Sieger   |
| 2024 | Australian Open             | Super 500  | Ren Xiangyu  | Mohammad Ahsan Hendra Setiawan                 | 21–11, 21–10        | Sieger   |
| 2024 | China Open                  | Super 1000 | Ren Xiangyu  | Goh Sze Fei Nur Izzuddin                       | 21–13, 12–21, 17–21 | Finalist |

Mixed
| Jahr | Wettbewerb     | Level     | Partner | Gegner                                   | Endstand     | Ergebnis |
| ---- | -------------- | --------- | ------- | ---------------------------------------- | ------------ | -------- |
| 2018 | Korea Open     | Super 500 | Du Yue  | Mathias Christiansen Christinna Pedersen | 21–18, 21–16 | Sieger   |
| 2019 | Hong Kong Open | Super 500 | Du Yue  | Yuta Watanabe Arisa Higashino            | 20–22, 16–21 | Finalist |

### BWF Grand Prix
Mixed
| Jahr | Wettbewerb     | Partner | Gegner                                   | Endstand            | Ergebnis |
| ---- | -------------- | ------- | ---------------------------------------- | ------------------- | -------- |
| 2017 | Thailand Open  | Du Yue  | Goh Soon Huat Shevon Jemie Lai           | 21–13, 16–21, 21–12 | Sieger   |
| 2017 | Bitburger Open | Du Yue  | Anders Skaarup Rasmussen Line Kjærsfeldt | 21–18, 21–17        | Sieger   |